# سانت توماس (ميزوري)
سانت توماس (بالإنجليزية: St. Thomas town, Missouri)‏ هي بلدة تقع بولاية ميزوري في الولايات المتحدة. تبلغ مساحتها 2.53 كم2، وترتفع عن سطح البحر 236 م، بلغ عدد سكانها 263 نسمة في عام 2010 حسب إحصاء مكتب تعداد الولايات المتحدة وتصل الكثافة السكانية فيها 104 نسمة لكل كيلومتر مربع (269.4/ميل2).

## التركيبة السكانية
حدّد مكتب تعداد الولايات المتحدة بيانات التركيبة السكانية لسانت توماس في تعداد الولايات المتحدة. في ما يلي، التركيبة السكانية حسب تعدادي 2000 و2010.

### تعداد عام 2000
بلغ عدد سكان سانت توماس 287 نسمة بحسب تعداد عام 2000، وبلغ عدد الأسر 102 أسرة وعدد العائلات 80 عائلة مقيمة في البلدة. في حين سجلت الكثافة السكانية 113.4 نسمة لكل كيلومتر مربع (293.7/ميل2). وبلغ عدد الوحدات السكنية 107 وحدة بمتوسط كثافة قدره 42.3 لكل كيلومتر مربع (109.6/ميل2).
وتوزع التركيب العرقي للبلدة بنسبة 98.26% من البيض و1.74% من الأمريكيين الأفارقة و0.35% من الهسبانيون أو اللاتينيون من أي عرق.
بلغ عدد الأسر 102 أسرة كانت نسبة 41.2% منها لديها أطفال تحت سن الثامنة عشر تعيش معهم، وبلغت نسبة الأزواج القاطنين مع بعضهم البعض 65.7% من أصل المجموع الكلي للأسر، ونسبة 11.8% من الأسر كان لديها معيلات من الإناث دون وجود شريك، بينما كانت نسبة 1% من الأسر لديها معيلون من الذكور دون وجود شريكة وكانت نسبة 21.6% من غير العائلات. تألفت نسبة 17.6% من أصل جميع الأسر من عدة أفراد يعيشون في نفس المنزل ونسبة 12.7% كانت تتألف من شخص يعيش بمفرده يبلغ من العمر 65 عاماً أو أكثر. وبلغ متوسط حجم الأسرة المعيشية 2.81، أما متوسط حجم العائلات فبلغ 3.21.
بلغ العمر الوسطي للسكان 30.1 عاماً. وكانت نسبة 25.4% من القاطنين تحت سن الثامنة عشر، وكانت نسبة 14.3% بين الثامنة عشر والرابعة والعشرين عاماً، ونسبة 31.4% كانت واقعةً في الفئة العمرية ما بين الخامسة والعشرين والرابعة والأربعين عاماً، ونسبة 15% كانت ما بين الخامسة والأربعين والرابعة والستين، ونسبة 13.9% كانت ضمن فئة الخامسة والستين عاماً فما فوق. يوجد لكل 100 أنثى 88.8 ذكر، ويوجد لكل 100 أنثى في الثامنة عشر من عمرها فما فوق 87.7 ذكر.
بلغ متوسط دخل الأسرة في البلدة 43,571 دولارًا، أما متوسط دخل العائلة فبلغ 44,250 دولارًا. وكان متوسط دخل الذكور 26,806 دولارًا مقابل 19,688 دولارًا للإناث. وسجل دخل الفرد الخاص بالبلدة 18,134 دولارًا. وكانت نسبة 5.9% من العائلات ونسبة 6.2% من السكان تحت خط الفقر، وكان من هؤلاء نسبة 9% تحت سن الثامنة عشر ونسبة 11.3% في الخامسة والستين من العمر وما فوق.

### تعداد عام 2010
بلغ عدد سكان سانت توماس 263 نسمة بحسب تعداد عام 2010، وبلغ عدد الأسر 95 أسرة وعدد العائلات 71 عائلة مقيمة في البلدة. في حين سجلت الكثافة السكانية 104 نسمة لكل كيلومتر مربع (269.4/ميل2). وبلغ عدد الوحدات السكنية 100 وحدة بمتوسط كثافة قدره 39.5 لكل كيلومتر مربع (102.3/ميل2).
وتوزع التركيب العرقي للبلدة بنسبة 99.24% من البيض و0.38% من الأمريكيين الأفارقة و0.38% من عرقين مختلطين أو أكثر.
بلغ عدد الأسر 95 أسرة كانت نسبة 45.3% منها لديها أطفال تحت سن الثامنة عشر تعيش معهم، وبلغت نسبة الأزواج القاطنين مع بعضهم البعض 63.2% من أصل المجموع الكلي للأسر، ونسبة 8.4% من الأسر كان لديها معيلات من الإناث دون وجود شريك، بينما كانت نسبة 3.2% من الأسر لديها معيلون من الذكور دون وجود شريكة وكانت نسبة 25.3% من غير العائلات. تألفت نسبة 25.3% من أصل جميع الأسر من عدة أفراد يعيشون في نفس المنزل ونسبة 12.6% كانت تتألف من شخص يعيش بمفرده يبلغ من العمر 65 عاماً أو أكثر. وبلغ متوسط حجم الأسرة المعيشية 2.77، أما متوسط حجم العائلات فبلغ 3.34.
بلغ العمر الوسطي للسكان 32.6 عاماً. وكانت نسبة 31.6% من القاطنين تحت سن الثامنة عشر، وكانت نسبة 7.2% بين الثامنة عشر والرابعة والعشرين عاماً، ونسبة 31.9% كانت واقعةً في الفئة العمرية ما بين الخامسة والعشرين والرابعة والأربعين عاماً، ونسبة 19.4% كانت ما بين الخامسة والأربعين والرابعة والستين، ونسبة 9.9% كانت ضمن فئة الخامسة والستين عاماً فما فوق. وتوزع التركيب الجنسي للسكان بنسبة 47.1% ذكور و52.9% إناث.